# Sapekhburto K'lubi T'orp'edo Kutaisi
La Sapekhburto K'lubi T'orp'edo Kutaisi (in georgiano საფეხბურთო კლუბი ტორპედო ქუთაისი?), meglio nota come T'orp'edo Kutaisi è una società calcistica georgiana con sede nella città di Kutaisi. Milita nella Erovnuli Liga, la massima divisione del campionato georgiano di calcio, della quale ha vinto quattro edizioni.

## Storia
Il club venne fondato nel 1946 come Dinamo Kutaisi e come squadra amatoriale della fabbrica di automobili cittadina, la KAZ. Nel 1949 vinse il campionato georgiano sovietico. Nel 1957 cambiò denominazione in Lokomotiv Kutaisi, mentre nel 1959, con i dirigenti non più in grado di gestire la squadra, si riorganizzò e cambiò denominazione in Torpedo Kutaisi. Nel 1959 la Torpedo Kutaisi disputò il campionato di Klass B, secondo livello del campionato sovietico di calcio. Nel 1960 vinse prima il suo girone e poi lo spareggio contro la Lokomotiv Tbilisi, ma non venendo promosso in massima serie. Nel 1961 vinse nuovamente il proprio girone e vinse gli spareggi promozione, venendo così promosso per la prima volta in Klass A, il primo livello del calcio sovietico. Mantenne la categoria nella massima serie sovietica per nove stagioni consecutive, raggiungendo il miglior risultato (un dodicesimo posto) nel 1963, anno in cui venne registrata un'affluenza di circa 40 000 spettatori nella partita casalinga contro la Dinamo Tbilisi. Nel 1970 venne retrocesso in Pervaja Liga, categoria in cui rimase per undici stagioni consecutive. Nel 1981 la Torpedo Kutaisi concluse il campionato al secondo posto e tornò in Vysšaja Liga. Disputò due stagioni in massima serie, per poi essere retrocesso in Pervaja Liga. Nel 1984 riguadagnò la promozione in Vysšaja Liga e vi rimase nuovamente due sole stagioni, raggiungendo però il suo miglior piazzamento nel massimo livello del calcio sovietico nel 1985 con un undicesimo posto. Due retrocessioni consecutive relegarono la Torpedo Kutaisi in Vtoraja Liga, terza serie, per poi conquistare subito la promozione in Pervaja Liga per la stagione 1989, che risultò poi essere l'ultima nel campionato sovietico.
Nel 1990 la Torpedo Kutaisi prese parte alla prima edizione della Umaglesi Liga, primo livello del campionato georgiano di calcio. Per le prime tre stagioni cambiò denominazione in Sapekhburto K'lubi Kutaisi, per poi cambiare in Sapekhburto K'lubi T'orp'edo Kutaisi nel 1992. Sin dalle prime edizioni della Umaglesi Liga si attestò tra le posizioni di alta classifica, arrivando a disputare la prima competizione a livello europeo nel 1998 con la partecipazione alla Coppa Intertoto. Al termine della stagione 1998-1999 concluse il campionato al secondo posto e vinse la coppa nazionale per la prima volta, battendo il Samgurali Ts'q'alt'ubo dopo i tiri di rigore. Nel 2000 la Torpedo Kutaisi, allenata da Davit Q'ipiani, seppe interrompere la serie di dieci campionati consecutivi vinti dalla Dinamo Tbilisi andando a vincere il suo primo campionato georgiano. La Torpedo Kutaisi si ripeté nelle due stagioni successive, arrivando a tre campionati vinti consecutivamente. In particolare, nel 2001 realizzò un double, vincendo sia il campionato sia la coppa nazionale. Grazie alle vittorie in campionato venne ammesso alla UEFA Champions League per tre edizioni consecutive, venendo sempre eliminato al secondo turno preliminare. Al termine della stagione 2004-2005 concluse al secondo posto a due soli punti di distacco dalla Dinamo Tbilisi, ma due stagioni dopo, nonostante un settimo posto finale, venne retrocesso in Pirveli Liga a causa di problemi finanziari. Nel 2010 riconquistò nuovamente la promozione in Umaglesi Liga, conquistando subito posizioni di alta classifica. Grazie a due terzi posti nel biennio 2012-2013 conquistò l'accesso alla UEFA Europa League, senza però riuscire ad andare oltre il primo turno preliminare. Nel 2016 conquistò la sua terza coppa nazionale, battendo in finale il Merani Mart'vili.

## Palmarès

### Competizioni nazionali
- Campionato georgiano sovietico: 1

1949
- Campionato georgiano: 4

1999-2000, 2000-2001, 2001-2002, 2017
- Coppa di Georgia: 5

1998-1999, 2000-2001, 2016, 2018, 2022
- Supercoppa di Georgia: 3

2018, 2019, 2024

### Altri piazzamenti
- Pervaja Liga:

Secondo posto: 1981, 1984
Terzo posto: 1975
- Campionato georgiano:

Secondo posto: 1998-1999, 2002-2003, 2004-2005, 2024
Terzo posto: 1991, 2011-2012, 2012-2013, 2018, 2023
- Coppa di Georgia:

Finalista: 1999-2000, 2001-2002, 2003-2004, 2010-2011, 2017
Semifinalista: 2019
- Supercoppa di Georgia:

Finalista: 1999, 2017
Semifinalista: 2023

## Statistiche

### Partecipazione alle competizioni UEFA
| Stagione  | Torneo                | Turno                     | Club             | Andata | Ritorno | Totale    |
| --------- | --------------------- | ------------------------- | ---------------- | ------ | ------- | --------- |
| 1998      | Coppa Intertoto       | Primo turno               | Erebuni-Homenmen | 6-0    | 1-1     | 7-1       |
| 1998      | Coppa Intertoto       | Secondo turno             | Lommel           | 1-0    | 1-2     | 2-2 (gfc) |
| 1999-2000 | Coppa UEFA            | Turno preliminare         | Lantana Tallinn  | 5-0    | 4-2     | 9-2       |
| 1999-2000 | Coppa UEFA            | Primo turno               | AEK Atene        | 0-1    | 1-6     | 1-7       |
| 2000-2001 | UEFA Champions League | Secondo turno preliminare | Stella Rossa     | 0-4    | 2-0     | 2-4       |
| 2001-2002 | UEFA Champions League | Primo turno preliminare   | Linfield         | 0-0    | 1-0     | 1-0       |
| 2001-2002 | UEFA Champions League | Secondo turno preliminare | Copenaghen       | 1-1    | 1-3     | 2-4       |
| 2002-2003 | UEFA Champions League | Primo turno preliminare   | B36 Tórshavn     | 5-2    | 1-0     | 6-2       |
| 2002-2003 | UEFA Champions League | Secondo turno preliminare | Sparta Praga     | 0-3    | 1-2     | 1-5       |
| 2003-2004 | Coppa UEFA            | Turno preliminare         | Lens             | 0-3    | 0-2     | 0-5       |
| 2005-2006 | Coppa UEFA            | Turno preliminare         | BATĖ             | 0-1    | 0-5     | 0-6       |
| 2012-2013 | UEFA Europa League    | Primo turno preliminare   | Aqtöbe           | 1-1    | 0-1     | 1-2       |
| 2013-2014 | UEFA Europa League    | Primo turno preliminare   | Žilina           | 0-3    | 3-3     | 3-6       |
| 2017-2018 | UEFA Europa League    | Primo turno preliminare   | AS Trenčín       | 1-5    | 0-3     | 1-8       |
| 2018-2019 | UEFA Champions League | Primo turno preliminare   | Sheriff Tiraspol | 2-1    | 0-3     | 2-4       |
| 2018-2019 | UEFA Europa League    | Secondo turno preliminare | Víkingur Gøta    | 3-0    | 4-0     | 7-0       |
| 2018-2019 | UEFA Europa League    | Terzo turno preliminare   | Kukësi           | 5-2    | 0-2     | 5-4       |
| 2018-2019 | UEFA Europa League    | Play-Off                  | Ludogorec        | 0-1    | 0-4     | 0-5       |

## Organico

### Rosa 2019
Rosa e numeri come da sito ufficiale.
| N. |                    | Ruolo | Calciatore          |
| -- | ------------------ | ----- | ------------------- |
| 1  | Georgia (bandiera) | P     | Luka Mikaia         |
| 2  | Georgia (bandiera) | D     | Vaja Tabatadze      |
| 3  | Georgia (bandiera) | D     | Vakhtang Nebieridze |
| 4  | Georgia (bandiera) | D     | Anri Chichinadze    |
| 5  | Georgia (bandiera) | D     | Davit Khurtsilava   |
| 7  | Georgia (bandiera) | C     | Tsotne Mosiashvili  |
| 8  | Georgia (bandiera) | C     | Papuna Poniava      |
| 9  | Georgia (bandiera) | A     | Tornike Kapanadze   |
| 10 | Georgia (bandiera) | C     | Otar Kobakhidze     |
| 11 | Georgia (bandiera) | A     | Davit Ionanidze     |
| 14 | Georgia (bandiera) | D     | Tsotne Nadaraia     |
| 15 | Georgia (bandiera) | D     | Giorgi Gadrani      |
| 17 | Georgia (bandiera) | C     | Temur Chogadze      |
| 18 | Georgia (bandiera) | C     | Mate Abuladze       |
| 19 | Georgia (bandiera) | C     | Zaza Tsitskishvili  |
| 20 | Georgia (bandiera) | C     | Tamaz Sharvashidze  |

| N. |                       | Ruolo | Calciatore              |
| -- | --------------------- | ----- | ----------------------- |
| 21 | Georgia (bandiera)    | D     | Vakhtang Botchorishvili |
| 22 | Georgia (bandiera)    | C     | Grigol Dolidze          |
| 23 | Georgia (bandiera)    | C     | Saba Piranishvili       |
| 25 | Norvegia (bandiera)   | A     | Bjørn Maars Johnsen     |
| 29 | Georgia (bandiera)    | P     | Davit Asatiani          |
| 30 | Georgia (bandiera)    | C     | Tamaz Tsetskhladze      |
| 39 | Georgia (bandiera)    | P     | Roin K'vaskhvadze       |
|    | Georgia (bandiera)    | D     | Goderdzi Machaidze      |
|    | Georgia (bandiera)    | P     | Levan Shovnadze         |
|    | Georgia (bandiera)    | C     | Giorgi Kiknadze         |
|    | Georgia (bandiera)    | C     | Luka Koberidze          |
|    | Georgia (bandiera)    | C     | Nika Koridze            |
|    | Nigeria (bandiera)    | C     | Rafael Chukwurah        |
|    | Montenegro (bandiera) | D     | Nikola Stijepović       |
|    | Georgia (bandiera)    | D     | Zurab Bakradze          |